# Jewgienij Sepp

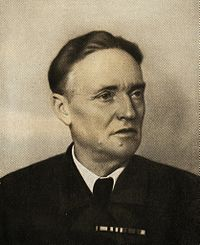
Jewgienij Sepp

Jewgienij Konstantynowicz Sepp (ros. Евгений Константинович Сепп, ur. 5 września/17 września 1878 w Ziemljansku, zm. 10 listopada 1957 w Moskwie) – rosyjski lekarz neurolog i neuroanatom.
Ukończył studia na Uniwersytecie Moskiewskim w 1904 roku. Studiował u m.in. Władimira Rota. Sepp był następcą Grigorija Rossolimo po jego śmierci w 1927 roku na stanowisku dyrektora Kliniki Chorób Nerwowych w Moskwie i piastował tę funkcję przez trzydzieści lat. Członek KPZR (1939). Odznaczony Orderem Lenina. W 1952 roku Sepp i jego żona Popowa zostali aresztowani pod zarzutem spiskowania nad zamachem na życie Stalina (zobacz: Spisek lekarzy kremlowskich). Śmierć Stalina i odsunięcie Berii od władzy uratowało obojgu życie.
Zajmował się przede wszystkim ewolucją ośrodkowego układu nerwowego kręgowców; napisał fundamentalną monografię na ten temat, ogłoszoną drukiem po jego śmierci, w 1959 roku. Razem z Cuker i Schmidtem wydał podręcznik chorób układu nerwowego, kilkakrotnie wznawiany. Inny podręcznik Seppa, napisany wspólnie z Grinsztejnem w 1946, przez wiele lat był głównym podręcznikiem rosyjskich studentów medycyny. 
Publikował również na temat padaczki, histerii, uszkodzeń mózgu, krążenia mózgowego, histopatologii. Studentami Seppa byli m.in. N.W. Konowałow, E.W. Schmidt, Nikołaj Propper-Graszczenkow, M.B. Cuker, L.J. Szargodzki i Isaj Sapir.

## Wybrane prace
- Sepp EK. Istoriya Razvitiya Nervnoj Sistemy Pozvonochnych. Moskwa: Medgiz, 1959 458 ss.
- Sepp EK, Zuker MB, Schmidt EW. Nervnye Bolezni (Нервные болезни). Moskwa: Medgiz, 1954 556 ss.